# الصحة للجميع
الصحة للجميع هو برنامج هادف لمنظمة الصحة العالمية WHO والذي تتوقع أن يحفظ صحة وسلامة البشر حول العالم، وقد ظهر منذ السبعينيات. وهو يعبر عن قواعد منظمة الصحة العالمية لخطط الرعاية الصحية الأولية وذلك لتعزيز الصحة، والحفاظ على الكرامة، وتوفير مستوى راق للحياة.

## التعريف
د. هالفدان ماهلر المدير العام «1973-1983» لمنظمة الصحة العالمية يعرف الصحة للجميع عام 1981 كما يلي: